# Moustey
Moustey é uma comuna francesa na região administrativa da Nova Aquitânia, no departamento Landes. Estende-se por uma área de 63,78 km². Em 2010 a comuna tinha 695 habitantes (densidade: 10,9 hab./km²).